# Ruth Handler
Ruth Marianna Handler, född Mosko (eller Moscowitz) 4 november 1916 i Denver i Colorado i USA, död 27 april 2002 i Century City i Kalifornien i USA, var en amerikansk affärskvinna. Hon var ordförande för Mattel och är känd för marknadsföringen av dockan Barbie, som även är uppkallad efter hennes dotter Barbara.
Ruth Handler föddes i en polsk-judisk familj och var det yngsta av 10 barn. Eftersom hennes mor var sjuklig blev hon främst omhändertagen av en äldre syster. Ruth Handler arbetade flitigt i skolan och på faderns arbetsplats. På en judisk danstillställning 1932 träffade hon studenten Elliot Handler. Hon gifte sig med honom i Denver 1938 och de bosatte sig i Los Angeles, där hon arbetade som sekreterare och designer av plastprodukter. De byggde upp företaget Mattel, som inledningsvis var inriktat på möbler till dockskåp och porträttramar. Idén till Barbie fick hon under en semesterresa till Europa 1956 efter att ha upptäckt en docka i Tyskland som hade en oproportionerligt formad vuxenkropp och ett ansikte som liknade ett barns. Den var helt olik de traditionella amerikanska dockorna och de pappersdockor som dottern Barbara brukade leka med. Efter några mindre justeringar blev dockan Barbie och den presenterades för allmänheten några år senare. År 1961 introducerades även en pojkvän till dockan Barbie som fick namnet Ken efter Handlers son Kenneth.
År 1970 blev hon diagnostiserad med bröstcancer och började genomgå behandlingar. 1978 dömdes hon bland annat för bedrägeri och fick som straff avtjäna 2 500 timmar samhällstjänst. Hon grundade ett nytt företag, Ruthon, som marknadsförde bröstproteser. Under 1980-talet engagerade hon sig återigen inom företaget Mattel i syfte att finjustera och framtidssäkra Barbie. Under senare år sålde hon Ruthon och föreläste om bröstcancer. Ruth Handler avled 2002 efter en canceroperation.